# Fumée d’Ambre Gris
Fumée d’Ambre Gris (Der Rauch von Ambra) ist ein Ölgemälde des US-amerikanischen Malers John Singer Sargent aus dem Jahre 1880. Es entstand, nachdem Sargent im Februar 1880 von einer Reise nach Tanger nach Paris zurückkehrte. Es zählt zum Frühwerk in seinem von Porträts dominierten Gesamtwerk zu dem Werke wie Madame X, Dame mit Rose, Mrs. Henry White, Die Töchter des Edward Darley Boit und Carnation, Lily, Lily, Rose gehören.

## Das Gemälde
Fumée d’Ambre Gris zeigt eine reich gekleidete Araberin, die mit ausgebreitetem Schleier über einem Räuchergefäß steht. Was in dem Räuchergefäß verbrannt wird, deutet nur der Titel an: Die unter dem Schleier fast verborgene Frau parfümiert sich mit dem verbrennenden Ambra und atmet dabei auch gleichzeitig Ambra ein. Ambra, eine graue, wachsartige Substanz aus dem Verdauungstrakt von Pottwalen, die früher auch bei der Parfümherstellung verwendet wurde, stand in dem Ruf, ein Aphrodisiakum zu sein.
Das überwiegend in Weißtönen gehaltene Gemälde ist exemplarisch für Sargent Faszination für exotische Sujets. Sargents Biograf Stanley Olson weist darauf hin, dass Sargent mit diesem Gemälde Kunsthistorikern vor Rätsel stelle, weil sich das Sujet nicht mit Präzision oder mit historischer Genauigkeit bestimmen lasse. Ähnlich wie beim zwei Jahre später entstehenden Gemälde El Jaleo konzentriert Sargent sich nur auf die Details, die er festhalten wollte. Das Gemälde zeige keineswegs eine tiefgründige Zeremonie – möglicherweise sei es nichts mehr als eine sorgfältig ausgearbeitete Darstellung einer Inhalation gegen eine Erkältung.

## Einordnung im Werk von Sargent

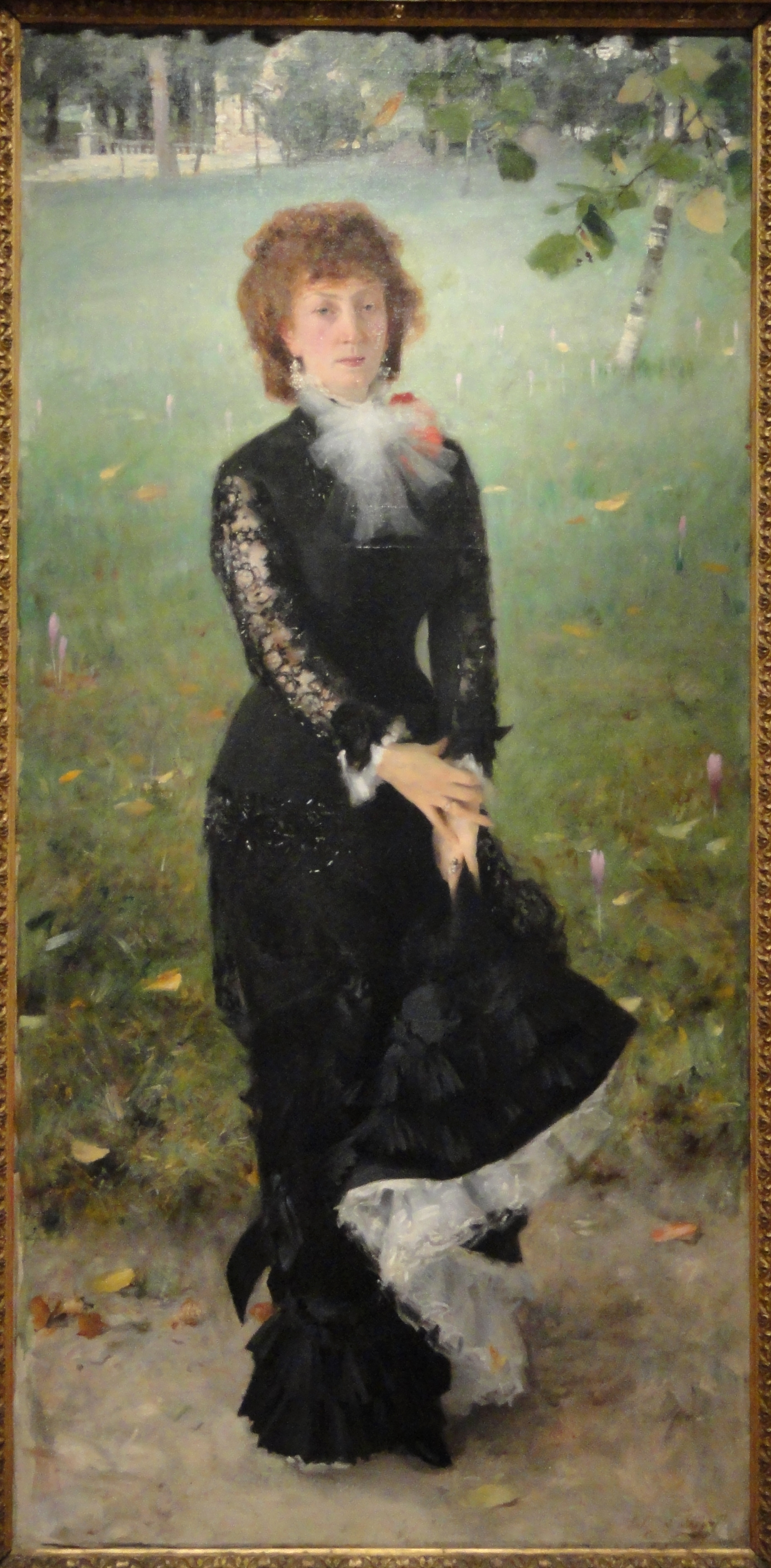
Porträt von Madame Edouard Pailleron, das Sargent gemeinsam mit Fumée d’Ambre Gris während des Salon de Paris 1880 ausstellte

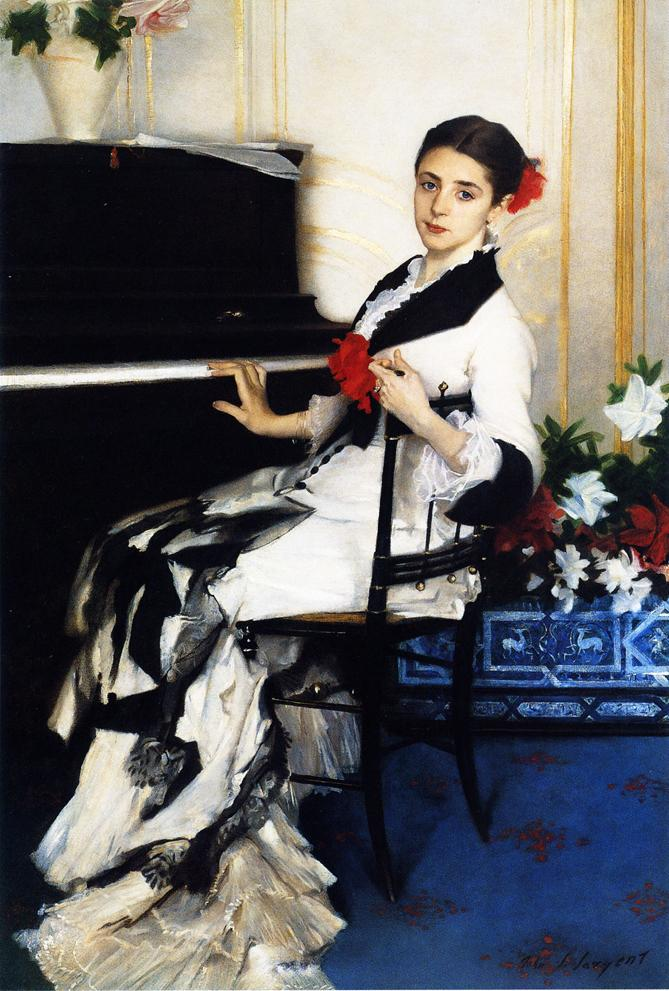
Porträt der Madame Ramon Subercaseaux, 1880 – den Auftrag für das Porträt der 20-Jährigen erhielt Sargent nach seinem Ausstellungserfolg während des Pariser Salons

Sargent war einer der bedeutendsten Porträtisten des ausgehenden 19. und beginnenden 20. Jahrhundert. Fumée d’Ambre Gris zählt allerdings zum Frühwerk, in dem sich neben Porträts auch eine Reihe von Landschaften oder exotische Straßenszenen befinden. Er war zu dem Zeitpunkt, zu dem Fumée d’Ambre Gris entstand, 24 Jahre alt und versuchte sich gezielt auf dem französischen Kunstmarkt zu etablieren.
Sargent hatte auf Grund der unstetigen Lebensweise seiner Eltern nie eine formelle Schulbildung genossen. Er erhielt als 13-Jähriger ersten Malunterricht bei Charles Feodor Welsch. 1874 zog die Familie Sargent nach Paris, wo John Singer Sargent seine Ausbildung bei Carolus-Duran fortsetzte, der damals zu den gefragtesten Porträtisten gehörte. 1877 zeigte Sargent mit dem Porträt von Frances Watts erstmals ein Gemälde im Salon de Paris. Der Salon de Paris war sowohl die wichtigste französische Kunstausstellung als auch ein wesentliches Ereignis im Gesellschaftskalender von Paris. Während der sechs bis acht Wochen langen Ausstellungen drängten sich hunderttausende von Zuschauern in den Ausstellungshallen. Ein Erfolg während des Salons sicherte einem Künstler einen lang anhaltenden kommerziellen Erfolg zu. Sargent war sich bewusst, welch entscheidende Rolle eine erfolgreiche Teilnahme an dieser Kunstausstellung spielte, wollte man sich als Maler etablieren.
Für den jungen Sargent war bereits die Annahme seines Porträts für den Salon des Jahres 1877 ein großer Erfolg – er fiel zusätzlich bereits zu diesem Zeitpunkt Kritikern auf und erhielt positive Erwähnungen in Besprechungen der Ausstellung. Der Kritiker Henri Houssaye nannte beispielsweise in der Revue des Deux Mondes das Gemälde „un charmant portrait“. 1878 war Sargent nicht minder erfolgreich – er zeigte auf dem Salon dieses Jahres bewusst kein weiteres Porträt, sondern mit Austernfischer in Cancale ein Landschaftsgemälde, da er sich mit einem weiteren Porträt zu sehr als Porträtist festgelegt hätte. 1879 stellte Sargent das Porträt seines Lehrers Carolus-Duran aus und erregte damit während der Aufstellung viel Aufmerksamkeit. 1880 stellte Sargent dann Fumée d’Ambre Gris gemeinsam mit dem Porträt von Madame Edouard Pailleron. Sargents Biograf Olson nennt dies einen wohlüberlebten Schritt: Mit dem Porträt warb Sargent um weitere Aufträge, mit Fumée d’Ambre Gris belegte er, dass er auch der aktuellen Mode des Orientalismus entsprechen konnte. Dieses Vorgehen erwies sich als erfolgreich. Der chilenische Diplomat beauftragte Sargent mit dem Porträt seiner Frau, nachdem das Ehepaar während des Pariser Salon seine Gemälde gesehen hatte. Seine Frau hielt in ihren privaten Aufzeichnungen fest, dass sie vor allem von Fumée d’Ambre Gris begeistert waren.

## Provenienz
Sargent verkaufte Fumée d’Ambre Gris unmittelbar nach dem Salon de Paris für 3000 Franc, was zu dem damaligen Zeitpunkt 600 USD entsprach und für die damalige Zeit bereits ein hoher Preis war. 1914 erwarb der US-amerikanische Sammler Sterling Clark das Gemälde. Es befindet sich heute in der Sterling and Francine Clark Art Institute in Williamstown im US-amerikanischen Bundesstaat Massachusetts.